# Studenec (district de Levoča)
Pour les articles homonymes, voir Studenec.
Studenec (en allemand : Kohlbach in der Zips) est un village du district de Levoča, dans la région de Prešov, en Slovaquie.

## Histoire
La première mention écrite du village date de 1264.

## Démographie

### Évolution de la population
| Année:               | 1994. | 2004.   | 2014.   | 2024.   |
| -------------------- | ----- | ------- | ------- | ------- |
| Nombre de personnes: | 457   | 499     | 492     | 540     |
| Différence:          |       | +9,19 % | -1,40 % | +9,75 % |

| Année:               | 2023. | 2024.   |
| -------------------- | ----- | ------- |
| Nombre de personnes: | 521   | 540     |
| Différence:          |       | +3,64 % |